# Władimir Sotnikow
Władimir Pietrowicz Sotnikow (ros. Владимир Петрович Сотников, ur. 1910 w guberni kurskiej, zm. 14 września 1990 w Moskwie) – radziecki działacz państwowy i partyjny.

## Życiorys
Od 1928 był pomocnikiem agronoma rejonowego związku kołchozów, 1935 ukończył Woroneski Instytut Rolniczy, w którym później był aspirantem i asystentem katedry gleboznawstwa, jednocześnie pracował jako pomocnik agronoma w stanicy maszynowo-traktorowej w obwodzie kurskim. Od 1940 członek WKP(b), od 1940 kandydat nauk rolniczych, później docent i profesor, od 1941 kierownik wydziału rolnictwa tuwińskiej stacji doświadczalnej, potem do 1945 zastępca szefa tuwińskiego obwodowego oddziału rolnictwa. Od 1945 zastępca szefa Głównego Zarządu Nauki Ludowego Komisariatu Rolnictwa ZSRR, później szef Głównego Zarządu Nauki Ministerstwa Gospodarki Rolnej ZSRR, 1951-1955 kierownik sektora instytucji naukowych i edukacyjnych Wydziału Rolnego KC WKP(b)/KPZR. Od 1956 kierownik wydziału i dyrektor Instytutu Nawozów i Agronomicznego Gleboznawstwa Wszechzwiązkowej Akademii Nauk Rolniczych im. Lenina, od 27 stycznia 1961 do 29 marca 1963 minister gospodarki rolnej RFSRR, od 31 października 1961 do 29 marca 1966 zastępca członka KC KPZR, między 1964 a 1965 rektor Kujbyszewskiego Instytutu Rolniczego. Od 1965 szef Głównego Zarządu Użytkowania Ziemi i Ustroju Gospodarczego Rolnictwa Ministerstwa Gospodarki Rolnej ZSRR, od 1968 dyrektor Państwowego Instytutu Naukowo-Badawczego Środków Gruntowych Ministerstwa Gospodarki Rolnej ZSRR. Deputowany do Rady Najwyższej ZSRR VI kadencji. Pochowany na Cmentarzu Dońskim w Moskwie.